# Cleonice Tomassetti
Cleonice Tomassetti (Capradosso, 4 novembre 1911 – Verbania, 20 giugno 1944) è stata una patriota italiana, fucilata a Fondotoce dai nazisti insieme a 42 partigiani rastrellati in Val Grande.

## Biografia
Nata nella frazione Capradosso di Petrella Salto (nell'odierna provincia di Rieti) da una numerosa e povera famiglia contadina, ebbe una vita particolarmente travagliata a cui seppe sempre reagire con un carattere deciso ed orgoglioso.
Ultimate le scuole elementari si inserì nelle fatiche dei lavori familiari a casa e nei campi. Dopo la morte della madre, venne abusata, sedicenne, dal padre. Scopertasi incinta preferì fuggire dal proprio paese e dal padre per rifugiarsi a Roma presso la sorella maggiore. Il parto fu prematuro ed il figlio ebbe vita solo per pochi giorni.
Si mantiene con il lavoro di cameriera presso famiglie benestanti a cui è introdotta tramite la sorella. Purtroppo la sua notevole bellezza e la conoscenza da parte dei padroni di esser stata madre nubile di un bambino le procurarono più di una volta problemi e tentativi di ulteriori abusi.
Stanca di questa situazione, nel 1933 si trasferisce a Milano.
I tempi sono difficili e “Nice” deve adattarsi a svariati lavori saltuari: commessa, cameriera in locande e pensioni, sarta ecc. Alla fine del '33 si unisce con Mario Nobili, un assicuratore originario di Meda separato dalla moglie.
Mario e Nice frequentano a Milano un piccolo gruppo di antifascisti, perlopiù comunisti, fra cui il sarto, comunista e cristiano avventista, Eugenio Dalle Crode.
All'inizio del 1944 il Nobili è colpito dalla meningite e, ricoverato, muore in pochi giorni. Cleonice rimane di nuovo sola, in una città che non le offre più molto.

## La scelta
Nei primi giorni del giugno successivo, mentre si trova a lavorare dal sarto Dalle Crode, entra un diciottenne, Sergio Ciribi che, provando un vestito, comunica al sarto la sua decisione di non presentarsi al richiamo della classe del '26 e di salire in montagna con i partigiani della Valgrande dove aveva già avuto contatti.
Cleonice ascolta e, con una decisione immediata, decide di andare anche lei. La partenza è fissata alcuni giorni dopo (il 14 o il 15 giugno) con un altro renitente, Giorgio Guerreschi, ed accompagnati dalla madre e dal fratello minore del Ciribi per far sembrare il viaggio da Milano a Fondotoce una scampagnata. Lasciati gli accompagnatori tra Fondotoce e Mergozzo i tre incominciano la salita guidati da Sergio.

## Rastrellamento, prigionia e fucilazione
Passano la notte in una baita all'Alpe Bué e la mattina si accorgono di essere dentro il rastrellamento della Val Grande (iniziato l'11 giugno).  e sottoposti a pesanti percosse e finte impiccagioni vengono trasferiti prima a Rovegro, poi a Verbania Intra alle Scuole elementari femminili (nella Classe IIIa B) e successivamente nelle cantine di Villa Caramora dove vengono anche portati altri partigiani rastrellati provenienti da Malesco.

I Martiri di Fondotoce: lungolago di Intra 20 giugno 1944

Il primo pomeriggio del 20 giugno quarantasei di loro vengono prelevati e fatti sfilare lungo le vie delle cittadine del lungolago: Intra, Pallanza, Suna, Fondotoce. 
Cleonice è in prima fila, a fianco del tenente Ezio Rizzato, sotto un grande cartello a stampa che recita: “Sono questi i Liberatori d'Italia oppure sono i banditi?”.
I testimoni diretti (il giudice Emilio Liguori, il sopravvissuto Carlo Suzzi) dicono come Nice fosse la prima a capire la sorte a cui erano destinati e a sostenere ed incitare fino alla fine gli altri con frasi del tenore “Facciamo vedere che è meglio morire da italiani che da servi dei tedeschi”.
Il gruppo fu poi portato alla periferia di Fondotoce e, sulla riva del canale fra il Lago Maggiore e quello di Mergozzo, fucilati tre alla volta. Cleonice e molti di loro morirono gridando “Viva l'Italia”. Solo tre partigiani, fatti assistere all'esecuzione, furono risparmiati (fra loro l'anglo-rodesiano Frank Ellis), mentre Carlo Suzzi sopravvisse miracolosamente all'eccidio.
Cleonice quel 20 giugno aveva 32 anni.
Il suo corpo giace, di fianco al giovane Ciribi e altri due partigiani fucilati a Fondotoce (Brown e Marchetti), nel Cimitero maggiore di Milano, nell'area dedicata ai martiri della Resistenza.

## La mitizzazione
La presenza di questa donna, sconosciuta ai più, in testa al corteo dei “Martiri di Fondotoce” ritratto dalle foto degli stessi esecutori, fece nascere molte illazioni che si protrassero per anni e ancora presenti in molti testi ed articoli. L'età, spesso indicata come minore; la condizione sociale ipotizzata, di maestra; l'esser stata da tempo staffetta partigiana, moglie di un comandante partigiano o, per altri, compagna di uno dei giovani fucilati, incinta di quattro mesi.
In sostanza una mitizzazione che la equiparava alle figure più consuete di “partigiana” mentre il suo itinerario di vita aveva una diversa caratterizzazione: quella di una resistente, o patriota, civile catturata proprio nel momento in cui stava per unirsi alle formazioni partigiane.

## La riscoperta
Quando, nel 1981, il Comune di Verbania decide di intitolare alla Tomassetti le scuole elementari della frazione di Renco, il partigiano e scrittore Nino Chiovini compie una ricerca storica approfondita rintracciando testimoni e documenti che gli permettono di ricostruire la figura e la storia di Cleonice con un testo ripubblicato recentemente..
Per iniziativa dell'ANPI di Rieti, il Comune di Petrella Salto, tramite l'allora assessore Riziero Falasca, ha preso contatto con la Casa della Resistenza di Fondotoce e Sindaco e familiari di Cleonice hanno partecipato per la prima volta, nel giugno 2011, alla 67ª commemorazione dei Martiri di Fondotoce depositando una targa in suo ricordo; ne hanno poi celebrato, nel comune laziale, il centenario dalla nascita il successivo novembre. Le celebrazioni sono proseguite negli anni successivi con la intestazione di una via e una targa apposta sulla sua casa di nascita a Capradosso.
A Cleonice il giornalista Aldo Cazzullo nel 2010 ha dedicato due pagine nel suo libro dedicato ai patrioti del Risorgimento e della Resistenza e, cinque anni dopo, un intero capitolo nel suo nuovo libro dedicato agli uomini e donne della Resistenza; l'attrice e scrittrice Maria Silvia Caffari la ricorda con uno spettacolo teatrale più volte rappresentato; l'attore Neri Marcorè ha letto un brano sulla sua esemplare figura di donna e patriota di fronte a migliaia di giovani, a Roma, durante il concerto del Primo maggio 2011.
In un recente saggio sulla matrice partigiana della Costituzione lo storico del diritto Giuseppe Filippetta le dedica un paragrafo dal titolo La sovranità in una borsa: borsa che Cleonice stringe stretta come simbolo della sua scelta che nessuno è riuscito a piegare.
Nel 2019 gli studenti dell'Istituto Comprensivo di Petrella Salto le hanno dedicato un filmato titolato Come un fiore reciso. Cleonice Tomassetti, partigiana nell’animo che ripercorre la vita esemplare di una donna libera.